# Polydrusus marginatus
Polydrusus marginatus är en skalbaggsart som beskrevs av Stephens 1831. Polydrusus marginatus ingår i släktet Polydrusus, och familjen vivlar. Arten har ej påträffats i Sverige.

## Bildgalleri

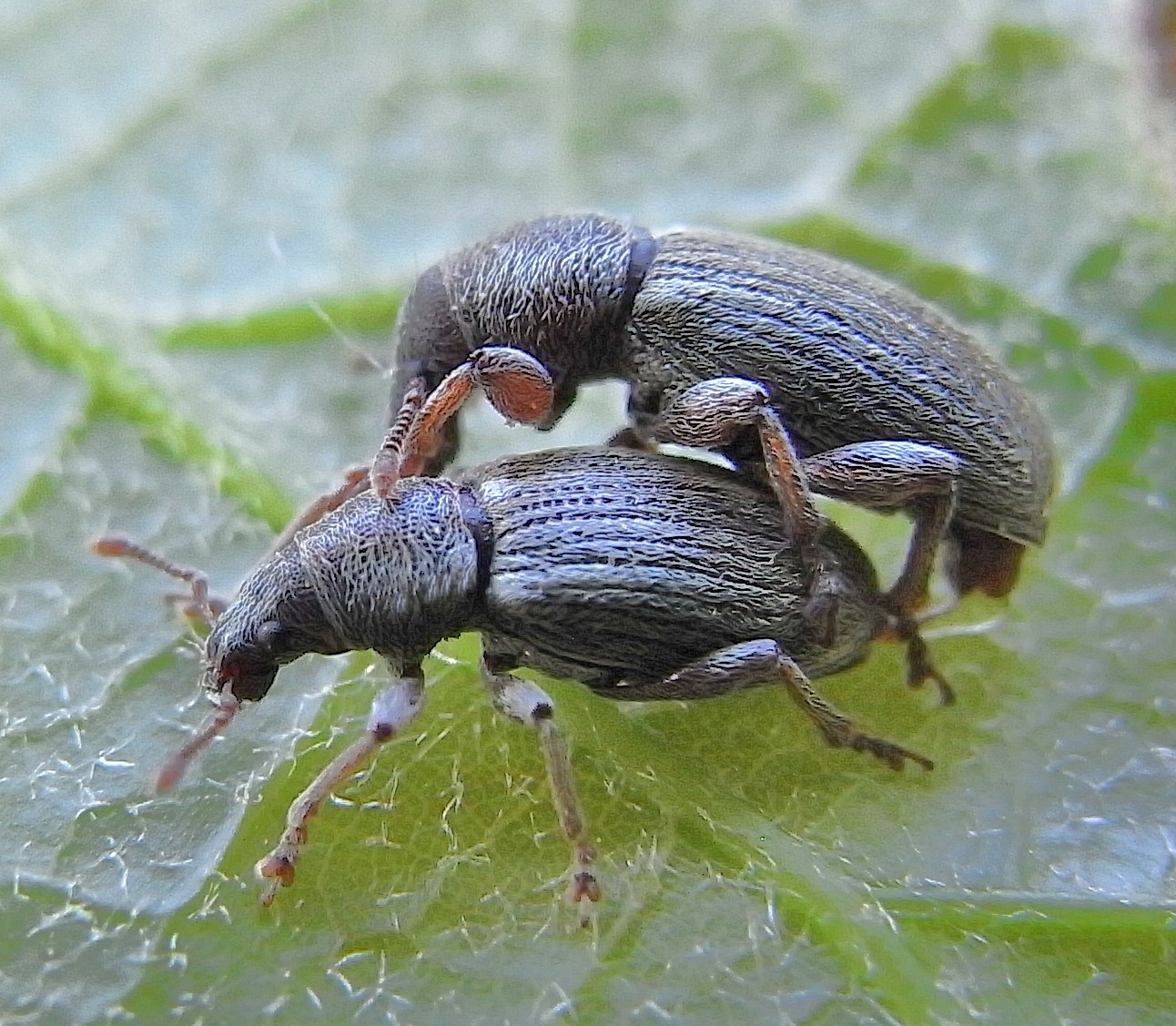